# Tuomo Turunen
Tuomo Mikael Turunen, född 30 augusti 1987 i Kuopio, är en finländsk fotbollsspelare som sedan januari 2015 representerar FC Honka. Han är yngre bror till fotbollsspelaren Teemu Turunen.

## Klubbkarriär
Turunen spelar oftast som mittback, men har tidigare även spelat som ytterback och defensiv mittfältare. Han gick till svenska IFK Göteborg från finska FC Honka under sommaren 2009. Inför höstsäsongen 2010 kom IFK Göteborg och Trelleborgs FF överens om att Turunen skulle bli utlånad till Trelleborg på grund av brist på speltid i IFK. Han debuterade för Trelleborg i en allsvensk match mot Gefle IF den 18 juli 2010.

## Internationell karriär
Från 2007 har Turunen spelat i det finska U21-landslaget och han deltog i U21-EM 2009 i Sverige.

### Fotnoter
1. ↑  "Pelaajat" Arkiverad 27 april 2012 hämtat från the Wayback Machine.. Finska landslagets spelare 2009. (finska)

### Webbkällor
- Tuomo Turunen på Svenska Fotbollförbundets webbplats
- ”Profil” (på finska). veikkausliiga.com. Arkiverad från originalet den 21 juli 2009. https://web.archive.org/web/20090721015434/http://www.veikkausliiga.com/Player.aspx?id=13000366. Läst 22 juli 2009.
- ”Turunen klar för Blåvitt”. Göteborgs-Posten. 20 juli 2009. https://www.gp.se/sport/fotboll/turunen-klar-f%C3%B6r-bl%C3%A5vitt-1.1102727. Läst 14 maj 2021.
- ”Turunen lånas ut”. Arkiverad från originalet den 13 juli 2010. https://web.archive.org/web/20100713180804/http://www.ifkgoteborg.se/portal/page?_pageid=113,70295&_dad=portal&_schema=PORTAL&element_id=9808276. Läst 9 juli 2010.